# Мостовая (Ульяновск)
Мостовая — микрорайон в северо-западной части Ленинского района Ульяновска. До 1974 года — село в Ульяновском районе.

## География
Мостовая находится в западной части Ленинского района, на берегу реки Свияга.
Улицы: сейчас в Мостовой 15 улиц и переулков: улицы Российская (ранее Советская), Звездная (Новая Линия), Ботаническая (Садоводов), Труда, Пригородная, Родниковая; переулки Яблоневый, Цветочный, Ясеневый, Кедровый, Тополиный, Кленовый, Ореховый, Рябиновый, Ракитный

## История
Мостовая Слобода основана в 1648 году в трёх верстах от г. Симбирска ниже по р. Свияге, основали её казаки, переведённые из села Федоровское Казанского уезда — «…двум пятидесятникам осьми человекам десятникам и девяносту человекам рядовым» было выдано 981 четверть (1472 десятины) земли на пашню и 393 десятины сенных покосов. Казаки входили в сословие служилых людей, несли военно-пограничную службу. Главной их задачей была защита Симбирской черты, которая прикрывала северные уезды страны от нападений с юга. При выборе места для слободы определяющую роль сыграли рельеф местности, близкое расстояние до реки и наличие родников: с левой стороны протекала река Свияга, в которую у западной части слободы впадала другая река Сельдь. 
В 1651 году была построена первая деревянная церковь во имя Рождества Христова. В 1804 году на её месте была построена новая каменная церковь; в 1891 году на средства прихожан и пожертвования частных лиц перестроен, за исключением колокольни. Престолов в нём три: главный в честь Рождества Христова, в правом приделе — во имя Святителя и Чудотворца Николая и в левом — в честь Казанской иконы Божьей Матери.                                                                                                                                                                                                        
В 1830 года, избранные дети (по жребию) ходили в соседнее село Сельдь, где открылось училище. Позже в слободе открылась школа для девочек, а в 1861 году была открыта мужская школа грамотности, затем церковно-приходская школа. 
В 1835 году жители слободы из казаков были переведены в пахотные солдаты, а позднее — в удельные крестьяне. 
В 1861 году село вошло в Сельдинскую волость Симбирского уезда Симбирской губернии. 
В 1891 году здесь открылась школа. 
Школа грамоты для девочек открыта в 1897 году, размещалась в общественной караулке при церкви. 
С 1898 года существует церковно-приходское попечительство.
В январе 1918 года здесь установилась Советская власть, но в марте слободу, как и Симбирск, заняли части Народной армии Комитета членов Учредительного собрания. Освобождена Железной дивизией Красной Армии в октябре того же года.
В 1918 году создан Мостовской сельсовет, в который вошло и село Сельдь. 
В 1924 году село Мостовая Слобода входила в Мостовской с/с Ульяновской волости Ульяновского уезда Ульяновской губернии.
В 1927 году село получило название «Мостовая» в нём работали кожевенный завод и мукомольная мельница, к селу были приписаны лесные кордоны № 44 и № 49.
В 1929 году в Мостовой была организована сельскохозяйственная артель, впоследствии преобразованная в колхоз имени 1 Мая. Его первым председателем был Яков Земляков.
Церковь в Мостовой была закрыта в 1933 году, в здании был устроен склад для зерна.
На фронт в Великую Отечественную войну защищать Родину из села ушли около 300 человек, которым установлен «Памятник односельчанам, погибшим в боях за Родину в годы Великой Отечественной войны». 
27 ноября 1945 года Мостовской с/с вошёл в состав Ишеевского района. 
7 июля 1953 года Мостовской с/с был упразднён. 
2 ноября 1956 года Ишеевский район был упразднён и село вошло в состав Ульяновского района.
В 1960-62 гг. колхоз 1 Мая влился в совхоз с. Карлинское и стал его отделением.
В 1967 году здесь было построено современное здание средней школы, при вхождении села в городскую черту она стала средней школой № 32.
10 сентября 1974 года Указом ПВС РСФСР село Мостовая вошло в состав Ульяновска.
В 1989 году была восстановлена церковь во имя Рождества Христова.
В сентябре 2014 года в посёлке был установлен Памятный крест основателям Мостовой Слободы.
22.10.2020 году на Мостовой (примерном месте битвы) заложили памятный камень Степану Разину.

## Население
| Год  | Число дворов | Число жителей  | Примечания                                  |
| ---- | ------------ | -------------- | ------------------------------------------- |
| 1649 |              | 100            | 100 казаков с семьями, примерно 400 человек |
| 1780 |              | 279 (Рев. душ) | Пахотные солдаты                            |
| 1783 | 88           | 572            |                                             |
| 1859 | 107          | 1004           |                                             |
| 1861 | 140          | 431 (рев. душ) |                                             |
| 1897 | 247          | 1450           |                                             |
| 1913 | 330          | 1950           |                                             |
| 1924 | 410          | 2054           | Школа 1-й ступени.                          |
| 1928 | 472          | 2080           |                                             |

## Известные люди
- Земляков Василий Иванович  — Герой Советского Союза (1945);
- В 1965 году, спасая от пожара жителей ульяновского дома, погиб уроженец села старшина М. Г. Караганов. В память о его подвиге проезд Полтавский переименован в проезд Караганова.
- С сентября 1950 года по май 1951-го городскую команду по футболу и хоккею с мячом «Динамо» тренировал Николай Старостин, который жил в селе[11].

## Достопримечательности
- В полутора версте от села Мостовой слободы на правом берегу реки Свияги был городок. Форма городка круглая, площадь его около десятины, она обнесена валом и рвом. В нем были найдены железные стрела и меч. Предания о городке среди местных жителей не сохранилось[12].
- Памятник односельчанам, погибшим в боях за Родину в годы Великой Отечественной войны (пос. Мостовая, ул. Российская и Малиновый пер.)[13]
- Храм Рождества Христова.

## Галерея
- Махалля «Нурлы» № 2538 (ул. Российская, 88).
- Мемориальная доска - Храм Рождества Христова.
- Мемориальная доска - Храм Рождества Христова.
- Памятник односельчанам, погибшим в боях за Родину в годы Великой Отечественной войны.
- Памятный крест основателям Мостовой Слободы.
- Мемориальная доска основателям Мостовой Слободы.
- Колокольня храма Рождества Христова.
- Алтарь храма Рождества Христова.
- Храм Рождества Христова.